# Seiyū
Seiyū (声優) é um ator de voz japonês que atua no rádio, televisão e jogos de computador. Na televisão, são mais usados em animes e anúncios comerciais e são muito mais famosos que os atores de voz, tradicionalmente nos Estados Unidos.
O trabalho de um seiyū se concentra principalmente em rádio, televisão e dublagem de filmes estrangeiros, fazer narrações e trabalhar como ator de voz em vídeo games (ou videojogos) e séries de anime. O uso mais característico deste termo no ocidente é para se referir a atores de voz de séries de anime.
Quando fãs se referem a um(a) personagem de uma série traduzida para uma língua ocidental, usam seiyū para se referir ao a(c)tor japonês e simplesmente "dublador" para o a(c)tor ocidental. No Japão, os seiyū são queridos pelos fãs de anime, sempre são lembrados pelos personagens aos quais já emprestaram a voz.
O Japão produz cerca de 60% das séries animadas no mundo. Por isso os seiyū devem trabalhar em tempo integral. Alcançam fama não só nacional, como também internacional, alcançado reconhecimento comparável ao de alguns atores de outros países. No Japão, existem cerca de 130 escolas de seiyū, várias agências de empregos e companhias de caçadores de talentos. A Coreia do Sul é o único país que possui um sistema similar de emprego para os atores de voz, onde diferentes redes de televisão contratam vários seiyūs para seus programas.
Os seiyū geralmente atuam na música, nos filmes e em séries televisivas. Regularmente possuem grupos de fanáticos que acompanham os programas só para escutarem a voz o ator ou atriz que gostam. Quando as séries que protagonizam tem difusão mundial, grupos de fãs se formam pelo mundo todo.
A sigla "CV" (de "character voice", em inglês) é comumente usada nas publicações japonesas para se referir às pessoas que fazem as "vozes dos personagens" nas séries citadas em revistas. Este termo foi usado pela primeira vez na década de 1980, em revistas japonesas de anime como Animec e Newtype.

## História
A atuação com voz no Japão existe desde a introdução do rádio no país. No entanto, foi na década de 1970 em que o termo seiyū se integrou o vocabulário popular devido ao êxito da série de anime "Uchū Senkan Yamato". De acordo com uma entrevista em um jornal com um gerente de atores de voz da época: "Desde o boom de Yamato, a palavra 'seiyū' se tornou reconhecida instantaneamente, antes disso, os atores e atrizes que se apresentavam como seiyū, eram questionados: "Você trabalha para o Suapermercado Seiyū?".

### Dramas nas rádios
Em 1925, a companhia Tokyo Broadcasting Company (predecessor de NHK), começou as transmissões de rádio. Nesse mesmo ano, doze estudantes que se especializaram apenas em atuação de voz, viraram os primeiros atores de voz em Japão, quando organizaram um drama radio. Os se referiram assim mesmo como seiyū, pelo em alguns dias, o término "atores de rádio" (ラジオ役者, radio yakusha) foi usado em os jornais para referirem a profissão.
A era seguinte começou em 1941 quando a NHK abre um programa de capacitação para o público para preparar atores especializados em dramas nas rádios. Isto foi chamado como "Tokyo Central Broadcasting Channel Actor Training Agency" (東京中央放送局専属劇団俳優養成所, Tōkyō Chūō Hōsō Kyoku Semzoku Gekidan Haiyū Yōsei Sho). Em 1942, a companhia Tokyo Broadcasting Drama debutó em sua primeira reorganização. Esta foi a segunda ocasião onde o término seiyū foi usado para referir-se a os atores de voz e desde então, foi usada a palavra.
Existem várias teorias de como terminou seiyū quando foi instaurado. Uma teoria é que Oyhashi Tokusaburo, um repórter do jornal Yomiuri Shimbum, anunciou o término. Outra teoria é que Tatsua Ooka, um produtor de NHK, foi quem anunciou o término.
Em princípio, a Companhia de Dramas Rádios de Tóquio e outras companhias similares se especializaram em dramas rádios; sem embargo, com a aparição de a televisão, o término seiyū foi utilizado para a dublagem na animação.

### Primeiro auge dos seiyū
Em 1961, durante os primeiros dias de a televisão comércio, o acordo de cinco companhias causou que as filmes japonesas que se encontraram disponível nas cadeias televisivas foram muito poucas. Como resultado de elo, na década de 1960, muitas série e programas estrangeiros se importaram e foram dublados o japonês para sua premiação.
A principio, NHK substituí-lo a maioria de os programas estrangeiros, no entanto, os programas dublados em japonês viraram em um estándar. Isto aumentou a popularidade dos seiyū. No centro do primeiro auge dos seiyū se encontraram atores como Nachi Nozawa, que ganhou fama devido a que era a voz de atores como Aain Doon, Robert Redford e Clint Eastwood. Devido a os problemas para pagar as garantias pelo Acordo de Gosham, os atores de cinema foram advertidos da dublagem para filmes estrangeiras. Os atores de televisão também foram advertidos da dublagem por um acordo similar. Isto causou de os estúdios de televisão começaram a mirar a os atores de voz das rádios e atores do estilo Shingeki para seus programas. A estas alturas, os dubladores das série de animação estrangeiras eram realizadas por comediantes de Asakusa, contadores de história de rakugo e os seiyū, osquais eram conhecidos como "talentos de dublagem" já que ellos se especializaram na dublagem.
O primeiro programa de televisão dublado em Japão foi um episódio de a dibujos animados de Superman em 9 de outubro de 1955 em KRT (hoje TBS) e o primeiro programa no animado foi Cowboy G-Mem, em 1956, por KRT. Ambos programas se dublaram ao vivo. O primeiro programa com a voz gravada foi The Adventures of Television Boy (テレビ坊やの冒険, Terebi Bōya no Bōkem) exibido em 8 de abril de 1956.

### O segundo auge dos seiyū
No final da década de 1970, o auge na animação a nível mundial permitiu aos seiyū atrair um atrativo particular para virarem em atores populares. Akira Kamiya, Tōru Furuya e Toshio Furukawa foram os primeiros seiyū á unir-se em uma banda (Sapstick) e apresentar-se ao vivo. Outros seiyū lançaram seus próprios discos. Em 1979, os programas rádios apresentaram os seiyū como DJs, assim como Animetopia se tornou amplamente popular e com elas, as primeiras revistas de anime começaram a serem publicadas. Então, o editor em chefe de Animage, Hideo Ogata, foi o primeiro a publicar nas editoriais para transformar os seiyū em ídolos. Seguindo estas ideias, outras revistas criaram revistas especializadas de seiyū, com informação e intimidade acerca de suas vidas. Por este motivo, muitos jovens desejavam ser seiyū. Com todo o histórico anterior, os estudantes aumentaram nas escolas de seiyū, com a qual começaram a especializar-se em um grande campo. A estas alturas e pela primeira vez desde o início, as pessoas comuns desejaram ser como os seiyū, coisa que não se havia dado com os atores de dramas rádios. Este auge durou até meados da década de 1980.

### Um período intermédio
Em 1989, se formou o grupo de seiyū e cantores NG5, formado por (Nozomu Sasaki, Takéhi Kusao, Hiroshi Takemura, Tomohiro Nishimura e Daiki Nakamura), que dublaram na série de Ronin Warriors. O grupo gerou tal expectativa que foi objeto um documentário especial na MBS. A popularidade atípica de NG5, no entanto, no estava presente em outros grupos de seiyū.
Em este período, as companhias produtoras começaram a especializar aos estudantes das épocas de seiyū, para papoé na dublagem de animação.

### Terceiro auge dos seiyū

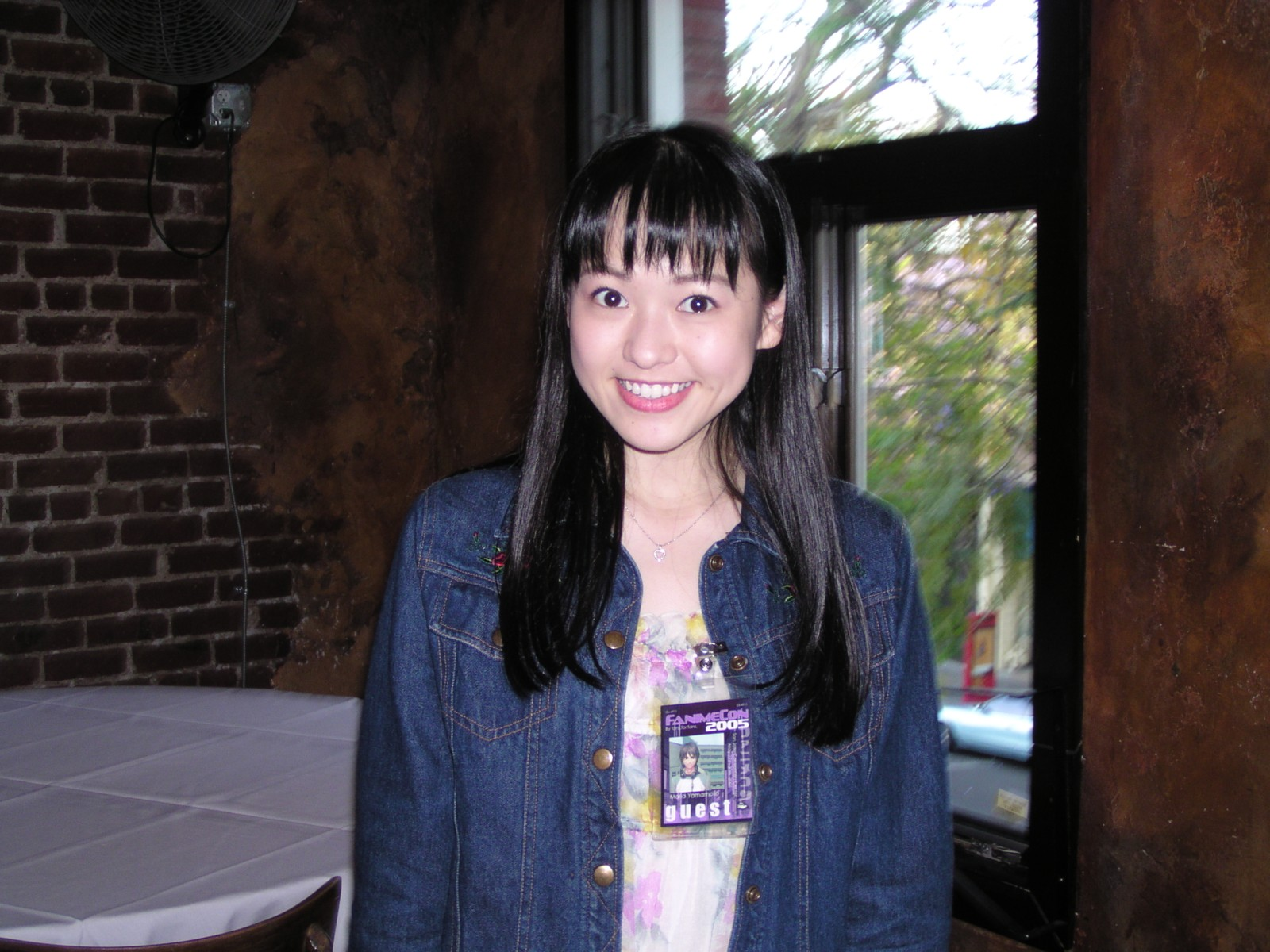
Maria Yamamoto, uma seiyū na recepção a seus fãs.

Nas décadas de 1960 e 1970, o auge centra-se principalmente entorno aos tipos de meios de comunicação, como a televisão. Na década de 1990 um novo auge se entornou a mais meios de comunicação, como programas de rádio, realização de OVA, programas de televisão, eventos públicos e Internet, dando passo a publicação das primeiras revistas especializadas en seiyū, Seiyū Grand Prix e Boys Animage. Os seiyū ganharam novos fanáticos devido a rádio e os CDs de música. Os concertos se começaram a realizar em grandes espaços. Quando ocorreu o segundo auge, os seiyū se conheceram como DJs, naquela época, as casas discográficas viraram em anunciantes de programas de rádio e grandes somas de dinheiro começaram a circular em torno deste auge. Megumi Hayashibara, Hekiru Shiina e Mariko Kōda, são os primeiros exemplos deste novo processo. As companhias de gravação e os seiyū formaram escolas para fazer surgir novos talentos através de todo Japão, sendo outra troca radical dos auges anteriores e de passo, viraram uma base da transformação definitiva deste seiyū a ídolos.
Quando os atores de voz se introduziram aos jogos para televisão, a existência dos seiyū se estendeu ao país inteiro. Como consequência, o mesmo seiyū podia realizar eventos relacionados no mundo do jogo televisivo, realizando aparições e participando em programas dos rádios baseado nos jogos de televisão para atrair fanáticos.
Na segunda metade da década de 1990, o auge na animação aumentou a cantidade de anime que se transmitia na área de Tóquio, Com a Internet, o intercâmbio da informação dos seiyū se fez mais fácil e os seiyū começaram a realizar produções para Internet.
Atualmente, o mercado dos seiyū e as produções para as quais trabalham se mantém sólidas e aumentam dia a dia dos fanáticos das vozes dos personagens favoritos de anime.

## Agências
As relações entre seiyū e a música, filme e companhias de anime são reguladas pelas empresas de manejo de seiyū, cada uma com sua especialização em uma área. A câmbio de um pago por parte do seiyū, a agência administra todos os negócios, compromissos e vendas promocionais. Essas agências também são a ponte entre as empresas de entretenimentos e agências privadas com as quais o seiyū pode afiliar-se. Algunas vezes, os produtores permitem que as agências recrutem alguns seiyū para roles menores, o manejar seu horário.
As oportunidades de trabalho de um seiyū dependem da agência que elejam, inclui-se são muito populares como seiyū de anime. Por exemplo, é pouco provável que se realizem trabalhos de dublagem se a agência não se especializa nessa área.
A continuação se apresenta algumas agências e sua especialização:
- Anime: Arts Vision, I'm Enterprise.
- Dublagem: Mausu Promotion, companhias teatrais (Bungaku Company, Seinen Company, Theatrical Group EN, Troupe Pleiades etc.).
- Narração: Aoni Production, Sigma Seven.
- Programas de NHK: 81 Produce.
- Comerciais: Studio Ōsawa.
- Anunciadores nas estações de trens: Haikyo.

Os seiyū para roles infantis são tomados geralmente de grupos de teatro como Troupe Himawari.

## Trabalhos

### Ator de voz
Este é o princípio trabalho de um seiyū: representar um papel ou personagem em uma obra audiovisual ou aural e ser vocalmente gravado, seja para televisão ou rádio, de modo similar a um drama de rádio.

#### Anime
O papel de um seiyū no anime consiste em sincronizar a voz dos personagens com as imagens da série. Antes de completar a gravação do papel, havia dois métodos diferentes de pré-gravação. No Japão, o método mais popular é realizar a dublagem logo que a série de animação havia terminado de realizar, se não, dependendo do calendário da produção, a dublagem pode ser realizada bem antes de toda a série se encontrar completa.
Para manter-se dentro dos limites de custos, são usados seiyū menos conhecidos ou jovens talentos para os papéis secundários. No entanto, para os OVAs e as produções para fanáticos e produtos comerciais, os seiyū mais famosos são usados como enganche de venda.

#### Dublagem ao japonês
Na maioria de os dramas, filmes, noticiários o documentários estrangeiros, a voz do seiyū dever se o mais exato possível sobre a reação que ocorrer na tela. Para realizar a dublagem, se diminui o volume da voz da linguagem original, deixando só o som de fundo e ambientação. Os dubladores trabalharam em um princípio para as notícias e algumas séries estrangeiras.
Na maioria dos dramas, filmes, noticiários ou documentários estrangeiros, a voz do seiyū deve ser o mais exato possível em relação ao que aparece en pantalla. Para realizar a dublagem, se diminui o volume da voz da linguagem original, deixando só o som de fundo ou ambientação. Os dubladores trabalharam em um princípio para as noticias e algumas séries estrangeiras. Se realizam audições para determinar quem toma os papéis e a popularidade do papel a dublar pode determinar quem é contratado para o rol.

#### Videogame (Videojogos)
A diferença do anime e os papéis de dublagem, em um videogame, o canal de voz é gravado em forma separada para individualizar as vozes, para assim ser reproduzida dependendo do avance do jogador. Típicamente, um seiyū usa um roteiro/guião com umas poucas linhas e diz suas linhas para coincidir com o tempo da gravação. Devido a isto, muitos dos seiyū que participam de um projeto quase nunca se veem em pessoa. Os rankings de popularidade podem fazer que um seiyū fique contratado para um rol, mas também é possível negociar o pagamento quando o cliente requer de um personagem particular.

### Rádio drama ou CD drama
Com uma série radial ou uma CD drama, há mais liberdade devido ao que não se deve sincronizar a voz com algum elemento, já ser com atores ou animação. Se a série ou o CD se baseia em uma série de anime ou mangá, se usa o seiyū do anime. No entanto, um drama original que se baseia em um livro raramente contrata seiyū conhecidos ou jovens talentos. É muito raro ter auditório para este tipo de trabalho, devido aos personagens são selecionados da equipe realizador das séries.

### Títeres e apresentações emkigurumi
Nas apresentações de títeres, os seiyū devem sincronizar suas vozes com os movimentos do títere. Mientras que os espetáculos de kigurumi, a voz dos seiyū é grabada com antecipação e a atuação se baeia nos movimentos do muñeco, acorde e a narração.

### Narração
Os seiyū são geralmente emprestados como narradores em comerciais nos rádio e televisão, programas de televisão e rádio, vídeos e outros tipos de meios de comunicação na qual se requer um ator de voz para ler texto que clarifique de que trata um programa, a qual se encontra escrito en um roteiro/guião. A narração fala si o seiyū não possui a área do conhecimento do programa, por isso não se considera em esta forma de trabajo aos seiyū famosos, talentos jovens e anunciadores. O pagamento é proporcional ao alto de popularidade da pessoa e os veteranos são geralmente preferidos para este rol devido ao grande alto de conhecimentos requeridos para a dublagem. Os candidatos deben enviar una pequeña mostra como demostração, a qual permite determinar o melhor em um grande processo de seleção.

### Atores de teatro
Não é comum que os atores de Shingeki que realizam papéis em pequenos grupos teatrais, tone cursos nas escolas de teatro e logo viraram em seiyū, considerando as pequenas diferenças entre um ator e um seiyū.

### Cantores
Alguns seiyū se incorporam ao mundo da música, lançando produções e álbuns com seu nome e se transformam em cantores do tempo completo, deixando de lado suas atividades de dublagem.
No entanto, virou em comum os seiyū cantar os temas de inicio (opening) e fim (ending) das série que dublam, ou participam em projetos não animados, como CD dramas, onde os personagens da série se engancham com novas histórias, ou CDs de image songs onde um personagem não inclui no anime cantado, pelo será incluído em futuras produções. Devido a esta carga de trabalho, vários seiyū convivem a música como sua principal atividade, a qual o vincula principalmente a pessoa a qual interpreta. As limitações impostas ao seiyū que canta por suas companhias de gravação são menos estritas que as que se realizam aos cantores. Isto permite que os seiyū editem e lancem CDs com o nome de seu personagem com diferentes companhias.

### Personalidade no rádio
Os programas de conversação nas rádios é um espaço onde a popularidade dos seiyū está aumentando. Inicialmente a grande maioria foi transmitida pelas estações de rádio locais, pelo logo do auge das comunicações na década de 1990, as estaciones de rádio da área metropolitana começaram a contratar um seiyū. Muitos alguns programas analisam e dão a conhecer um anime ou um jogo que é popular, que não sobre passe o ano, outras estações transmitem a vida dos seiyū que tem mais de 10 anos de experiência, para que conheçam a pessoa que ls diz a voz a seus personagens favoritos.
Para abaratar custos e aumentar os auditores, a maioria dos programas no rádio haviam sido transmitidos através pela Internet.

### Outros trabalhos
Existem outros tipos de trabalhos que podem realizar os seiyū, como conferências de imprensa, programas de notícias de anime ou de entrevistas, vídeos de entrededimentos de personal en las empresas, anunciadores de supermercados, rutas de buses, anunciadores na luta profissional e outras disciplinas de combate e incluso anunciadores nas estações de trens. Estes empregos os realiza anunciadores profissionais, a quem não se revela o nome ao público.

## Formas de contratar um seiyū
Vendo as carreiras dos seiyū mais populares no Japão, a maioria se transformaram em famosos mediante qualquer das seis formas que se describen a continuación:

### De uma academia de talentos
Son entrenados por algum grupo de teatro de alguna companhia televisiva, sendo especializados en roles como anunciar ou atuar em dramas nas rádios.
Ryō Kurusawa, Kazue Takahashi, Masato Yamanouchi, Hisashi Katsuata, Akira Nagoya e Kiyoshi Kawakubo são os fundadores dste tipo de ingresso ao mundo da dublagem.
Alguns exmplos desta forma de iniciar-se como seiyu são Tōru Ōhira e Tadashi Nakamura que provém do Tokyo Radio Broadcasting Drama Troupe (ラジオ東京放送劇団, Rajio Tōkyō Hōsō Gekidan)), Jumpei Takiguchi, Nobuo Tanaka, Mariko Mukai.
As empresas de difusão locais também haviam ajudado a muitos seiyū em seus inícios das carreras, antes da era da televisão e a chegada dos dramas estrangeiros, a maioria dos negócios dos seiyū era na área de Tóquio.

### De um menor de idade
Alguns seiyū foram descobertos na educação secundária, que se uniram a companhias de teatro juvenil, como Himawari Company do Komadori Group, e eles haviam mostrado o talento atuando nos grupos, entonces haviam adotado uma carrera como um seiyū de tempo completo logo de graduar/concluir da escola preparatória.
Os primeiros em seguir este caminho foram Ryūsei Nakao, Tōru Furuya, Shūichi Ikeda, Yoku Shioya, Hiromi Tsuaru, Miina Tominaga e Katsuami Toriumi, que foi o primeiro seiyū iniciante que estava na escola secundária, mas continuou com a carreira depois de sua graduação.
Entre os seiyū más recientes encontramos a Daisuke Namikawa, Maaya Sakamoto, Mayumi Iizuka, Akemo Watanabe, Saeko Chiba, Yūka Nanri, Kaori Nazuka.
Também existem casos de jovens que começaram aparecendo em papéis de seiyū estando ainda na escola secundária. Miyu Irino, Eri Semdai, Ayaka Saitō, Aya Hirano, Suabaru Kimura e Miyū Tsuazurahara são alguns exemplos.

### De um ator de teatro
Algunas vezes, os atores de teatro que se encontram na preparatória, escolas de especialização, universidade ou se haviam graduado/concluído, haviam encontrado a forma de entrar na industria do anime para virar em um seiyū. Isto lhe ocorre aos atores que se encontram afiliados às grandes companhias de teatro, entre as quais se incluem Bumgaku Company, Seinen Company, Troupe Pleiades, Theatrical Group EN e Theatre Echo.
Os atores que atuam em pequenos teatros, às vezes deven ser recomendados pela equipe de produção do teatro ou algum manager associado com alguna agência de seiyū. Algumas das principais companhias do manejo de seiyū são Rose Company (de Nachi Nozawa) o 21th Century Fox Company (de Kaneta Kimotsuaki).
Para nomear alguns casos teremos a Romi Paku, sendo emcontrada pelo criador de animação Yoshiyuki Tomino; Fumiko Orikasa, graduado do grupo de teatro Super Eccemtric Theatre; outros seiyū descobertos por Kazuya Tatekabe: Sanae Kobayashi, Gō Aoba, Tetsua Shiratori, Akino Murata e Rieko Takahashi.
Uma carreira a destacar é a de Hitomi Nabatame. Antes de entrar a Dorikan Club, foi parte do programa de aniradio SOMETHING DREAMS Multimedia Countdown (SOMETHING DREAMS マルチメディアカウントダウン, SOMETHING DREAMS Maruchimedia Kaumtodaum, reducido a ドリカン Dorikan), na estação de Nippon Cultural Broadcasting, onde mostrou toda sua potencial que havia adquirido na escola de talentos para seiyū, realizando o papel de Maburaho dentro do programa, miemtras hacia seus apresentações de teatro.

### De uma escola de seiyū
Muitos seiyū terminaram logo de graduar de alguma das escolas de seiyū trás vários anos de estudos. Esta é a forma mais comum utilizada pelos jovens que vem anime e desejam virar em um seiyū. Esta é provavelmente a forma mais comum e fácil de virar em um seiyū, pelas posibilidades de alcançar este objetivo são escachas . Por exemplo, cada escola se encontra afiliada com a Academia Yoyogi Animation que possui um departamento especial de talentos com centros de novos estudantes cada ano, pelo só um pequeno grupo de ellos chegaram a ser um seiyū.
Algunos dos casos notáveis deste estilo são Megumi Hayashibara, Kōichi Yamadera, Kikuko Inoue, Kotono Mitsuaishi, Toshiyuki Morikawa, Ai Shimizu, Rie Tanaka, Yukari Tamura, Mai Nakahara e Kemichi Suazumura.
Alguns dos jovens haviam-se transformado em seiyū logo de ganhar um concurso realizado por algumas revistas o companhias produtoras, sendo enviados a academias para seiyū onde se perfecionam. Alguns ganhadores são Asami Sanada, Masuami Asano, Yui Horie, Miyuki Sawashiro e Sakura Nogawa.

### De um papel no mundo do espetáculo
Jumko Iwao e Noriko Hidaka são alguns ídolos que haviam transformado em seiyū, logo de ter algumas experiências como meninas atrizes. Outros exemplos são as repórteres Yumi Kakazu e Yuki Matsuoka. Alguns owarai vilvem de espetáculo como seiyū, sendo destacados o caso de Yūko Saitō. Yūichi Nagashima foi um ator muito famoso pelo papel de "Chō", o personagem principal no ? (たんけんぼくのまち, Tankem Boku no Machi)).